# 내수면양식연구센터
내수면양식연구센터(內水面養殖硏究센터)는 내수면 양식기술 개발과 생태계에 관한 시험조사 및 연구를 분장하는 중앙내수면연구소의 소속기관이다. 2009년 4월 30일 발족하였으며, 경상남도 창원시 진해구 여명로25번길 55에 위치하고 있다. 센터장은 해양수산연구관 또는 환경연구관으로 보한다.

## 연혁
- 1949년 11월 10일: 중앙수산시험장 소속으로 진해양어장 설치.
- 1962년 5월 10일: 진해담수구지장으로 개편.
- 1963년 12월 17일: 진해담수구시험소로 통합.
- 1971년 8월 13일: 진해양어장으로 개편.
- 1974년 11월 6일: 진해분장으로 개편하여 청평양어장의 소속기관으로 편입.
- 1981년 11월 2일: 진해분소로 개편.
- 1985년 4월 26일: 진해내수면연구소로 개편.
- 2004년 2월 2일: 양양연구소와 통합하여 내수면양식연구소로 개편.
- 2007년 1월 1일: 남부내수면연구소와 영동내수면연구소로 분리.
- 2009년 4월 30일: 남부내수면연구소와 양양내수면연구소를 내수면양식연구센터와 냉수성어류연구센터로 개편하여 중앙내수면연구소의 소속기관으로 편입.

## 시설 및 장비 현황
- 총 부지: 164,592m²(49,789평)
- 주요 시설

- 본관: 997m²(302평)
- 실내사육동: 실험사육동 외 4동 2,736m²(829평)
- 야외사육지: 9개지 12,977m²(3,932평)
- 저수지: 1개지 20,787m²(6,288평)
- 담수생물전시관: 363m²(110평)
- 기타 시설

- 도서실: 장서 533권(일·영서 325권 포함)
- 표본실: 총 215종 450점(어패류, 갑각류 등)
- 보유 장비: 형광현미경, 초저온냉장고 등 116종 270점
- 보유 어종: 토속어종, 이식어종, 멸종위기종 등 40여종